# John Madden
John Earl Madden (Austin, Minnesota; 10 d'abril de 1936 - Pleasanton, Califòrnia; 28 de desembre de 2021) va ser un jugador col·legial de futbol americà, entrenador de la National Football League i analista esportiu estatunidenc. També va ser conegut per ser la imatge del videojoc de futbol americà Madden NFL. En 2006 va entrar a formar part del Saló de la Fama del Futbol Americà Professional com a reconeixement a la seua carrera com a entrenador.
Va formar part també d'un famós duo de comentaristes esportius juntament amb Pat Summerall, primer en la CBS i després en la FOX, durant els anys 80 i 90. Va ser també l'últim analista del programa Monday Night Football abans de passar a la cadena ESPN el 2006. El 2009 es va retirar com a comentarista de futbol americà, després de tres anys en NBC Sunday Night Football. És imatge publicitària de diversos productes. Madden ha servit també com a narrador per a diversos treballs, incloent la popular sèrie de videojocs dedicada a la NFL que porta el seu nom des de 1988: Madden NFL.

## Biografia
Va nàixer a Austin, Minnesota, fill de Earl i Mary Madden. El seu pare, un mecànic d'automòbils, va mudar la família a Daly City, Califòrnia, un suburbi de San Francisco, quan Madden tenia set anys, el 1941. John Madden va assistir a l'escola Jefferson High School, graduant-se en 1954.
Va jugar futbol americà en el College of San Mateo abans de transferir-se al Cal Poly en San Luis Obispo, Califòrnia, on va jugar tant en l'equip ofensiu com en el defensiu, destacant com offensive tackle. A més va jugar com catcher en l'equip de beisbol de Cal Poly. Madden va ser seleccionat en la 21ª ronda (la selecció global 244) per l'equip de la National Football League Philadelphia Eagles en 1958, però una lesió en el genoll causat en els camps d'entrenament un any després va acabar la seua carrera com a jugador.

## Carrera com a entrenador

### Futbol universitari
Va començar la seua carrera com a entrenador a l'escola Buffalo State College, mentre treballava en el seu mestratge en Cal Poly. El 1960, es va convertir en entrenador assistent a l'escola Allan Hancock College i va ser promocionat a entrenador en cap en 1962. després de la temporada 1963, va ser contractat com a assistent defensiu en l'Estatal de San Diego, on va estar fins a 1966. Durant aquella última temporada, els San Diego State Aztecs van classificar-se entre els millors equips de col·legis menuts en tot Estats Units. En la seua estada en San Diego, Madden va estar a les ordres de Do Coryell, a qui Madden reconeix com una de les més grans influències que tingué com a entrenador, i citant que és un lastima que no se l'haja inclòs en el Saló de la Fama.

### NFL

#### 1967–1975
Va ser contractat com a entrenador de linebackers pels Oakland Raiders en 1967, i va ajudar l'equip a arribar al Super Bowl II aquella temporada. Un any després que John Rauch renunciara com a entrenador dels Raiders per anar a treballar amb els Buffalo Bills, Madden va ser nomenat com l'entrenador en cap dels Raiders el 4 de febrer de 1969, convertint-se llavors en l'entrenador en cap més jove del futbol americà professional a l'edat de 32 anys.
El percentatge de victòries de John Madden (incloent partits de postemporada) el situa com el millor en la història de la lliga. Va guanyar un Super Bowl i mai tingué una temporada perdedora com a entrenador en cap. Tal vegada, un dels assoliments més importants de Madden va ser la marca de 36-16-2, un percentatge de jocs guanyats de .685, en partits que va tenir en actiu en contra d'altres 10 entrenadors que també estan en el Saló de la Fama.
No obstant això, el seu equip va enfrontar la contínua frustració de "quedar-se curts" en postemporada, especialment en contra de Pittsburgh. Cinc derrotes en partits pel títol de la AFC en set anys van deixar als Raiders amb la mateixa imatge que prèviament tenia Dallas, que no eren capaços de "guanyar el joc gran". Malgrat un marca de 12-1-1 en 1969, van perdre per 17-7 en contra dels Kansas City Chiefs en el joc de campionat de la AFL. Tres anys després,en el que semblava que anava a ser una victòria d'últim minut en contra dels Steelers es va convertir en part de la mitologia del futbol americà professional amb la "Recepció Inmaculada" de Franco Harris, donant-li a Pittsburgh la victòria per 13-7. Llavors, el 1974, després de vèncer al doble campió defensor del Super Bowl Miami de manera dramàtica, els Raiders van perdre de nou amb els Steelers en el joc de campionat de la AFC.

#### 1976
En 1976, va canviar la sort dels Raiders quan van acabar la temporada regular amb marca de 13-1, van guanyar de manera controversial en contra de New England i finalment van vèncer als Steelers pel campionat de la AFC. Llavors el 9 de gener de 1977, l'equip de Madden va poder obtindre la corona de l'NFL en capturar el primer Super Bowl en la història de Oakland amb una convincent victòria per 32-14 sobre Minnesota.

#### 1977–1978
Els Raiders van perdre el joc de campionat de la AFC en 1977 amb els Denver Broncos amb Madden tenint dificultats amb una úlcera durant tota la campanya. Es va retirar en la temporada de 1978, quan els Raiders no van poder arribar a postemporada.
Es va retirar no només amb un anell de Super Bowl en els seu palmarés, sinó sent l'entrenador en cap més jove a aconseguir 100 victòries en temporada regular, un rècord que va aconseguir en sols deu temporades com a entrenador en cap, als 42 anys d'edat.
El Saló de la Fama del Futbol Americà Professional va honrar a Madden quan va ser seleccionat com a membre del mateix el 5 d'agost de 2006 per la seua labor com a entrenador en cap. L'NFL va anunciar mitjançant un comunicat que John Madden va morir de forma "inesperada" en el matí del 28 de desembre de 2021, sense afegir més detalls sobre el decés.